# 운터프랑켄현

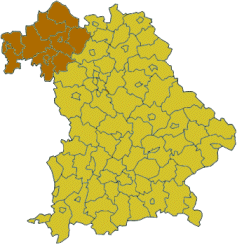
바이에른 주에서 운터프랑켄 현의 위치

운터프랑켄현(독일어: Unterfranken)은 독일 바이에른주 북서부에 위치한 현(Regierungsbezirk)이다. 면적은 8,531.59 km2, 인구는 1,314,910 (2011), 인구 밀도는 150/km2이다. 현도는 뷔르츠부르크이다.
바이에른주 서북부에 위치한다. 라인강의 지류 마인강 유역 지역이다. 역사적으로 프랑켄으로 불린 지역의 일부로 운터프랑켄은 1837년 바이에른 왕국 당시 왕국의 한 주로 형성된 것에서 유래한다. 9개 군(Landkreise), 3개 시(Kreisfreie Städte)로 구성되어 있다.

## 하위 행정 구역

### 군(Landkreise)
1. 아샤펜부르크군(Landkreis Aschaffenburg)
2. 바트키싱겐군(Landkreis Bad Kissingen)
3. 하스베르게군(Landkreis Haßberge)
4. 키칭겐군(Landkreis Kitzingen)
5. 마인슈페사르트군(Landkreis Main-Spessart)
6. 밀텐베르크군(Landkreis Miltenberg)
7. 뢴그라프펠트군(Landkreis Rhön-Grabfeld)
8. 슈바인푸르트군(Landkreis Schweinfurt)
9. 뷔르츠부르크군(Landkreis Würzburg)

### 시(Kreisfreie Städte)
1. 아샤펜부르크 시(Aschaffenburg)
2. 슈바인푸르트 시(Schweinfurt)
3. 뷔르츠부르크 시(Würzburg)

## 같이 보기
- 미텔프랑켄현
- 오버프랑켄현